# ثنائي الترابط المائي
ثنائي الترابط المائي Hydrodimerization( في الكيمياء العضوية) هو عبارة عن تفاعل عضوي يجمع بين ألكينين لإنتاج هيدروكربون متماثل symmetrical hydrocarbon . يتم التفاعل غالبًا بطريقة كهروكيميائية ؛ وفي هذه الحالة يسمى ثنائي الترابط الكهربي electrodimerization . يمكن أيضًا حث التفاعل باستخدام ثنائي يوديد السماريوم ، وهو مادة اختزال ذات إلكترون واحد .
التحلل المائي هو أساس تخليق مونسانتو أديبونيتريل : 
 2CH2=CHCN + 2 e− + 2 H+ → NCCH2CH2CH2CH2CN

ينطبق التفاعل على عدد من الألكينات المحبة للكهرباء ( مستقبلات مايكل ).  